# The Ashes 2006-07
Il The Ashes 2006-07 è la 64ª edizione del prestigioso The Ashes di cricket. La serie di 5 partite si è disputata in Australia tra il 23 novembre 2006 e il 5 gennaio 2007 nelle città di Brisbane, Adelaide, Perth, Melbourne e Sydney. La vittoria finale è andata alla selezione australiana che è riuscita ad imporsi con un netto 5-0 rifilando ai rivali un poco desiderabile whitewash.

## Partite

### Test 1: Brisbane, 23-27 novembre 2006
| Data                | Luogo                                       |           |             | Risultato             |
| ------------------- | ------------------------------------------- | --------- | ----------- | --------------------- |
| 23-27 novembre 2006 | Brisbane Cricket Ground Brisbane, Australia | Australia | Inghilterra | AUS vince di 277 runs |

| Innings | In battuta  | Al lancio   | Risultato                 | Note          |
| ------- | ----------- | ----------- | ------------------------- | ------------- |
| I       | Australia   | Inghilterra | 602/9 (155 overs)         | Dichiarazione |
| II      | Inghilterra | Australia   | 157/all out (61.1 overs)  |               |
| III     | Australia   | Inghilterra | 202/1 (45.1 overs)        | Dichiarazione |
| IV      | Inghilterra | Australia   | 370/all out (100.1 overs) |               |

### Test 2: Adelaide, 1-5 dicembre 2006
| Data               | Luogo                             |             |           | Risultato              |
| ------------------ | --------------------------------- | ----------- | --------- | ---------------------- |
| 1º-5 dicembre 2006 | Adelaide Oval Adelaide, Australia | Inghilterra | Australia | AUS vince di 6 wickets |

| Innings | In battuta  | Al lancio   | Risultato                 | Note          |
| ------- | ----------- | ----------- | ------------------------- | ------------- |
| I       | Inghilterra | Australia   | 551/6 (168 overs)         | Dichiarazione |
| II      | Australia   | Inghilterra | 513/all out (165.3 overs) |               |
| III     | Inghilterra | Australia   | 129/all out (73 overs)    |               |
| IV      | Australia   | Inghilterra | 168/4 (32.5 overs)        |               |

### Test 3: Perth, 14-18 dicembre 2006
| Data                | Luogo                        |           |             | Risultato                                |
| ------------------- | ---------------------------- | --------- | ----------- | ---------------------------------------- |
| 14-18 dicembre 2006 | WACA Ground Perth, Australia | Australia | Inghilterra | AUS vince di 206 runs AUS VINCE LA SERIE |

| Innings | In battuta  | Al lancio   | Risultato                 | Note          |
| ------- | ----------- | ----------- | ------------------------- | ------------- |
| I       | Australia   | Inghilterra | 244/all out (71 overs)    |               |
| II      | Inghilterra | Australia   | 215/all out (64.1 overs)  |               |
| III     | Australia   | Inghilterra | 527/5 (112 overs)         | Dichiarazione |
| IV      | Inghilterra | Australia   | 350/all out (122.2 overs) |               |

### Test 4: Melbourne, 26-28 dicembre 2006
| Data                | Luogo                                         |             |           | Risultato                         |
| ------------------- | --------------------------------------------- | ----------- | --------- | --------------------------------- |
| 26-28 dicembre 2006 | Melbourne Cricket Ground Melbourne, Australia | Inghilterra | Australia | AUS vince di un innings e 99 runs |

| Innings | In battuta  | Al lancio   | Risultato                 | Note           |
| ------- | ----------- | ----------- | ------------------------- | -------------- |
| I       | Inghilterra | Australia   | 159/all out (74.2 overs)  |                |
| II      | Australia   | Inghilterra | 419/all out (108.3 overs) |                |
| III     | Inghilterra | Australia   | 161/all out (65.5 overs)  |                |
| IV      | Australia   | Inghilterra | Non disputato             | Non necessario |

### Test 5: Sydney, 2-5 gennaio 2007
| Data             | Luogo                                   |             |           | Risultato               |
| ---------------- | --------------------------------------- | ----------- | --------- | ----------------------- |
| 2-5 gennaio 2007 | Sydney Cricket Ground Sydney, Australia | Inghilterra | Australia | AUS vince di 10 wickets |

| Innings | In battuta  | Al lancio   | Risultato                 | Note |
| ------- | ----------- | ----------- | ------------------------- | ---- |
| I       | Inghilterra | Australia   | 291/all out (103.4 overs) |      |
| II      | Australia   | Inghilterra | 393/all out (96.3 overs)  |      |
| III     | Inghilterra | Australia   | 147/all out (58 overs)    |      |
| IV      | Australia   | Inghilterra | 46/0 (10.5 overs)         |      |

## Media

### Televisioni
- Australia — Nine Network (Live)
- Australia — WIN (Live)
- Australia — NBN (Live)
- Australia — Fox Sports (Highlights)
- Inghilterra — Sky Sports (Live)
- Inghilterra — BBC Two (Highlights)
- Nuova Zelanda — SKY Sport (Live)
- Sudafrica — SuperSport

### Radio
- Australia — ABC Radio
- Inghilterra — BBC Radio 4
- Inghilterra — BBC Five Live Sports Extra
- Nuova Zelanda — Radio Sport